# Roger Dupé
Roger Dupé, född 3 mars 1991 i Västerås, är en svensk fotomodell, bosatt i Stockholm.
Dupé har bland annat gjort modelluppdrag för Kenzo, Vogue, Jean-Paul Gaultier, Nordiska Kompaniet, Acne Studios och Björn Borg. Vintern 2015 syntes han på billboards på Times square i New York, i H&M:s årliga julkampanj. 2016 blev Dupé historisk som den första svarta modellen att fronta det exklusiva varumärket Rolls-Royce, i kampanjen ”The Future is Here”.. Rogér Dupé gav 2019 ut sin självbiografi där han berättar om vägen från Bäckby i Västerås till att han blev en internationellt känd modell. 
Dupés föräldrar är från Togo och Ghana.

## Utmärkelser
Dupé blev utsedd till en av Sveriges 50 bäst klädda män 2016, av tidskriften Café. Motiveringen: 
”Sveriges just nu mest framgångsrika manliga modell klär sig lika modemedvetet vid sidan om catwalken som på.” 